# Papuastus
Papuastus is een geslacht van hooiwagens uit de familie Zalmoxioidae.
De wetenschappelijke naam Papuastus is voor het eerst geldig gepubliceerd door Roewer in 1949. 

## Soorten
Papuastus is monotypisch en omvat slechts de volgende soort:
- Papuastus maculosus